# Loot Rascals
Pour les articles homonymes, voir Loot (homonymie).
Loot Rascals est un jeu vidéo de type rogue-like développé et édité par Hollow Ponds, sorti en 2017 sur Windows et PlayStation 4.

## Accueil
- Canard PC : 6/10[1]